# 2023 au Mexique
 2021 par pays en Amérique — 2022 par pays en Amérique — 2023 par pays en Amérique — 2024 par pays en Amérique — 2025 par pays en Amérique

## Toujours en cours
- Andrés Manuel López Obrador est Président des États-Unis mexicains et son gouvernement est en place depuis décembre 2018.
- La Guerre de la Drogue est toujours en cours depuis 2006, et elle s'intensifie depuis 2016 provoquant chaque année plus de morts.
- Le Mexique est toujours touché par la crise migratoire en Amérique centrale depuis 2017.
- Le Mexique est toujours l'un des pays les plus touchés au monde par la pandémie de covid-19.

## Événements

### Janvier
- 5 janvier : arrestation de Ovidio Guzmán López dans le cadre de la guerre de la drogue au Mexique à Culiacán. L'opération de capture s'achève sur un bilan total de 10 militaires et un policier morts, 19 membres du cartel de Sinaloa abattus, 35 militaires, 17 policiers et un garçon de 14 ans sont blessés, 21 sicaires prisonniers[1],[2].

### Mars
- 28 mars : au moins 38 personnes sont tuées dans un incendie dans un centre de détention pour migrants à Ciudad Juárez dans l'état de Chihuahua.

### Octobre
- 1er octobre : à Ciudad Madero (Tamaulipas), le toit de l'Église de la Santa Cruz s'effondre sur les fidèles durant une cérémonie, faisant au moins 10 morts et plusieurs dizaines de blessés[3].
- 25 octobre : l'ouragan Otis de catégorie 5 cause au moins 39 morts et des dégâts majeurs à Acapulco.

#### Articles sur l'année 2023 au Mexique
- Pandémie de Covid-19 au Mexique

#### L'année sportive 2023 au Mexique
- Tournoi d'ouverture du championnat du Mexique de football 2023
- Tournoi de clôture du championnat du Mexique de football 2023
- Grand Prix automobile de Mexico 2023
- Tournoi de tennis du Mexique (ATP 2023)
- Tournoi de tennis de Cabo San Lucas (ATP 2023)
- Tournoi de tennis de Guadalajara (WTA 2023)

#### L'année 2023 dans le reste du monde
- L'année 2023 dans le monde
- 2023 par pays en Amérique, 2023 au Canada, 2023 au Québec, 2023 aux États-Unis
- 2023 en Europe, 2023 dans l'Union européenne, 2023 en Belgique, 2023 en France, 2023 en Italie, 2023 en Suisse
- 2023 en Afrique • 2023 par pays en Asie • 2023 par pays en Océanie
- 2023 aux Nations unies
- Décès en 2023